# Ruben Zadkovich
Ruben Zadkovich (né le 23 mai 1986 à Sydney) est un ancien footballeur australien.